# カミーユ・シャ
カミーユ・シャ（Camille Chat、1995年12月18日 - ）は、トップ14ラシン92に所属するラグビー選手。

## プロフィール
- フランス・オセール出身。
- ポジションはフッカー(HO)。
- 身長 178cm、体重 101kg
- U20フランス代表に選ばれたことがある[1]。
- フランス代表キャップは33（2021年4月現在）でラグビーワールドカップ2019のフランス代表に選ばれた[2]。

## 略歴
2015年、ラシン92に加入。 